# Distretto di Fastiv
Il Distretto di Fastiv (in ucraino Фастівський район?) è un distretto nell'oblast' di Kiev in Ucraina. Il suo centro amministrativo è la città di Fastiv. Ha una popolazione di 184 095 abitanti.
Il 18 luglio 2020, come parte della riforma amministrativa dell'Ucraina, il numero di distretti dell'oblast di Kiev è stato ridotto a sette e l'area del distretto di Fastiv è stata notevolmente ampliata.

## Suddivisioni
Il distretto di Fastiv è suddiviso nelle seguenti comunità territoriali (hromada):
- Boiarka
- Byšiv
- Čabany
- Fastiv
- Hatne
- Hlevacha
- Kalynivka
- Kožanka
- Tomašivka